# Seznam roudnických vévodů

Rodový erb Lobkoviců

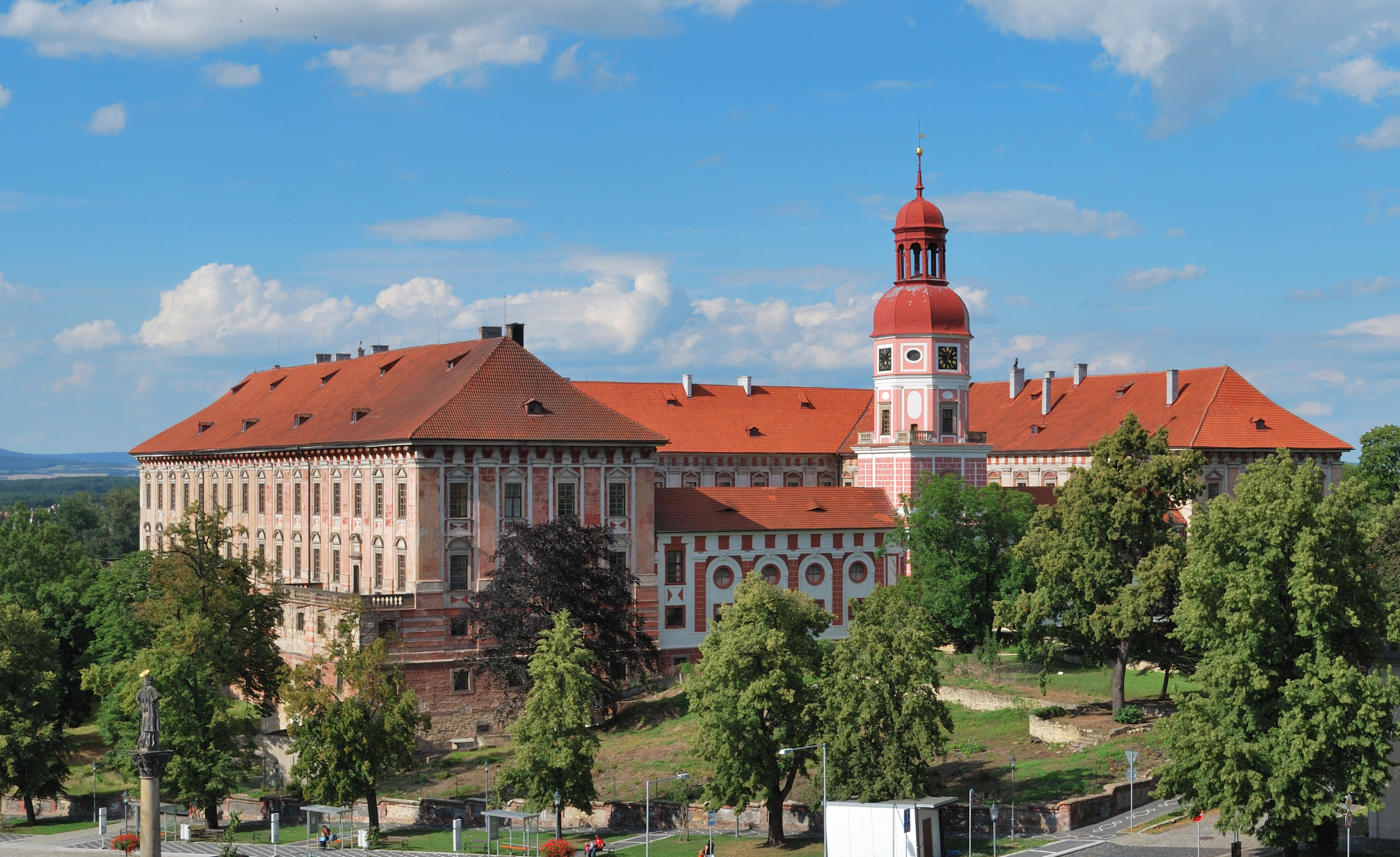
Roudnický zámek, místo narození knížete

Toto je seznam roudnických vévodů, hlav Roudnického vévodství, založeného v roce 1786.

## Historie titulu
Prvním z roudnických vévodů byl Josef František Maxmilián, 7. kníže z Lobkovic, jemuž císař  Josef II. udělil vévodský titul jako náhradu za vynucený prodej Zaháňského vévodství kuronskému vévodovi Petru Bironovi v roce 1785 po ztrátě Slezska v prusko-rakouských válkách.
Současným roudnickým vévodou je hlava rodu, Jaroslav František, 13. kníže z Lobkovic (* 1942 v Plzni), byť podle zákona z 10. prosince 1918 české republikánské zřízení tento titul neuznává.

## Seznam roudnických vévodů
| Pořadí | jméno                     | obrázek | doba vlády                            |
| ------ | ------------------------- | ------- | ------------------------------------- |
| 1      | Josef František Maxmilián |         | 3. května 1786 – 16. prosince 1816    |
| 2      | Ferdinand Josef           |         | 16. prosinec 1816 – 18. prosinec 1868 |
| 3      | Mořic Alois               |         | 18. prosince 1868 – 4. února 1903     |
| 4      | Ferdinand Zdeněk          |         | 4. února 1903 – 22. prosince 1938     |
| 5      | Jaroslav Alois            |         | 22. prosince 1938 – 24. října 1953    |
| 6      | Bedřich František         |         | 24. října 1953 – 25. prosince 1954    |
| 7      | Jaroslav Claude           |         | 25. prosince 1954 – 7. května 1985    |
| 8      | Jaroslav František        |         | od 7. května 1985 dosud               |